# Podstawy konstrukcji maszyn
Podstawy konstrukcji maszyn, w skrócie PKM – dziedzina wiedzy wchodząca w skład inżynierii mechanicznej, obejmująca projektowanie i dobór typowych elementów mechanizmów i maszyn.
W skład PKM wchodzi umiejętność doboru:
- tolerancji wymiarowych i pasowań
- tolerancji kształtu, chropowatości i falistości powierzchni

oraz konstruowania i doboru:
- połączeń
- łożyskowania
- wałów i osi
- sprzęgieł
- hamulców
- przekładni

W skład projektowania wchodzi:
- określenie gatunku materiału.
- określenie warunków w jakich element pracuje
- ustalenie obciążenia elementu
- określenie wymiarów elementu stosując zasady obliczeń wytrzymałościowych
- dobór elementów typowych
- obliczenia sprawdzające, w tym cieplne.

Nowoczesne systemy komputerowego wspomagania konstruowania (Computer Aided Design) oferują cały szereg produktów ułatwiających obliczenia wytrzymałościowe i cieplne, stosując wyrafinowane metody obliczeniowe. Ciągle jednak znajomość tradycyjnego projektowania elementów maszyn jest istotna w praktyce inżynierskiej.